# Ao (Estonsko)
Ao (německy Hackeweid) je vesnice v estonském kraji Lääne-Virumaa, samosprávně patřící do Väike-Maarja.

## Významní rodáci
- Friedrich Robert Faehlmann, estonský národní buditel